# ویلیام وارگاس
ویلیام وارگاس (انگلیسی: William Vargas؛ زادهٔ ۱۷ سپتامبر ۱۹۷۰) وزنه‌بردار اهل کوبا بود.
وی در مسابقات کشوری و بین‌المللی در مجموع برندهٔ ۳ مدال طلا، ۱ مدال برنز شده‌است.